# Porte Saint-Denis (Mortagne-au-Perche)
Pour la porte Saint-Denis à Paris, voir Porte Saint-Denis.
La porte Saint-Denis est ancienne porte fortifiée, et dernier vestige du fort Toussaint, qui se dresse dans le centre-ville de Mortagne-au-Perche, dans le département de l'Orne, en région Normandie.

## Localisation
La porte est située près du centre-ville, rue du Portail-Saint-Denis, sur le territoire de la commune de Mortagne-au-Perche, dans le département français de l'Orne.

## Historique
La porte Saint-Denis date des XIIe – XIIIe siècles. Il s'agit du dernier vestige du fort Toussaint dont elle était l'une des entrées.
Le musée percheron occupe les salles, bien que fermé depuis le début des années 2010. Il s'y trouvait déjà lorsque le conseil municipal prit en charge la location en 1937.

## Description
La porte présente une ouverture dont l'arcade du XVe siècle a reçu, au XVIe siècle, un logis à deux étages de style Renaissance.
À noter, un peu plus loin, rue des 15-Fusillés, hôtel de Thiboust, un autre portail du XVIIe siècle flanquée d'échauguette.

## Protection
Les façades et toitures, ainsi que deux pièces du premier étage avec leur décor sont inscrites au titre des monuments historiques par arrêté du 3 juillet 1975.

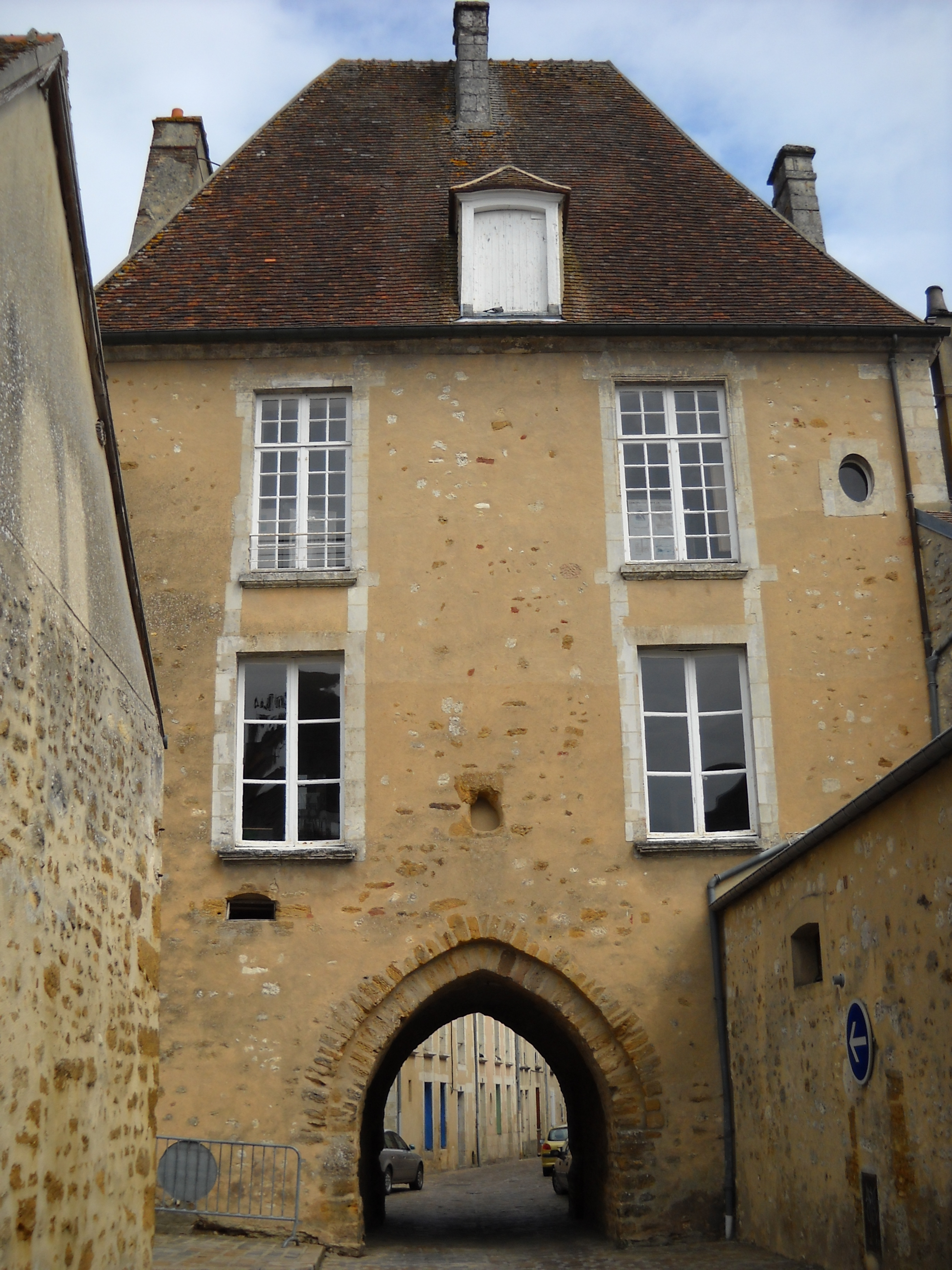
La façade sud.